# Boszra
Boszra (arabul: بصرى, egyes átíratokban Bosra, Bostra, Busrana, Bozrah, Bozra, Busra Eski Şam, Busra ash-Sham, Nova Trajana Bostra).
Ősi város Daraa kormányzóság közigazgatási területéhez tartozik a mai Szíria déli részén. Régészeti és UNESCO világörökségi helyszín.

## Története
A településről először az i. e. 14. században III. Thotmesz és Ehnaton amarnai dokumentumai tesznek említést. Az i. e. 2. században Boszra az első nabateus város. A Nabateus királyságot Traianus császár generálisa, Cornelius Palma hódítja meg 106-ban.
A Római Birodalom alatt a várost Nova Trajana Bostra névre nevezik át. A III. Cyrenaica Légió székhelye és a Arabia Petraea római provincia fővárosa. Septimius Severus császár idején a város virágzott és metropolisszá vált, mivel számos kereskedelmi út metszéspontjában áll, köztük a Vörös-tengerhez vezető római úttal. Alexander Severus colonia rangra emelte majd Philippus Arabs metropolis címet adományozott a városnak mely a kiváltságok mellett pénzverési jogot is biztosított. 
A Rásidún kalifátus haderői 634-ben Hálid ibn al-Valíd fővezérrel az élen a boszrai csatában elhódították a várost a rómaiaktól. Boszra volt az első szír város, amely áttért az iszlám hitre. Az iszlám időkben a településről feljegyezték, hogy Ismail ibn Kathir híres iszlám tanító születési helye és Boszrából való az a jámbor keresztény szerzetes az asszír Bahira, aki az iszlám hagyomány szerint megjósolta az ifjú Mohamednek az ő elkövetkezendő prófétaságát. A város egészen a 17. századig jelentős állomása volt a Mekka felé tartó karavánoknak.
III. Balduin jeruzsálemi király 1147-ben és 1151-ben, majd később IV. Balduin próbálkozott sikertelenül Boszra elfoglalásával. 1261-ben mongolok erősen megrongálták a várat, de Bajbarsz mameluk szultán helyreállította. A középkorra jelentőségét vesztett kis faluvá zsugorodott, melyet beduin törzsek zaklattak.

## Régészeti ásatások
Régészeti ásatások 1947 óta folynak a világörökség részét képező Boszrában.
Ma, Boszra fő archeológiai helyszín: római kori, bizánci kori, és muszlim idők romjaival. A város fő nevezetessége feltehetőleg a világon a legjobb állapotban megmaradt római színház, mely
a minden évben megrendezésre kerülő nemzeti zenei fesztivál helyszíne.
További régészeti emlékek:
- A nabateusi városfalak maradványai, városkapu és oszlopok.
- Római kori városkapuk, templomok, diadalív, fürdők, Nympheum
- Római kori legnagyobb kriptacsarnok
- Bizánci katedrális és palota maradványa
- Bahira szerzetes kápolnájának maradványa
- Ajjúbida szultánok által emeltetett Iszlám citadella a színházzal
- Iszlám kori Al-Mabrak mecset, Al-Arous (Omar) mecset, ciszternák, vizesárkok
- Mabrak al-Naqa mecset, (ahol a Korán első eredeti másolatát Szíria számára megőrizték)
- Korán-iskolák

### Ókori római színház Boszrában

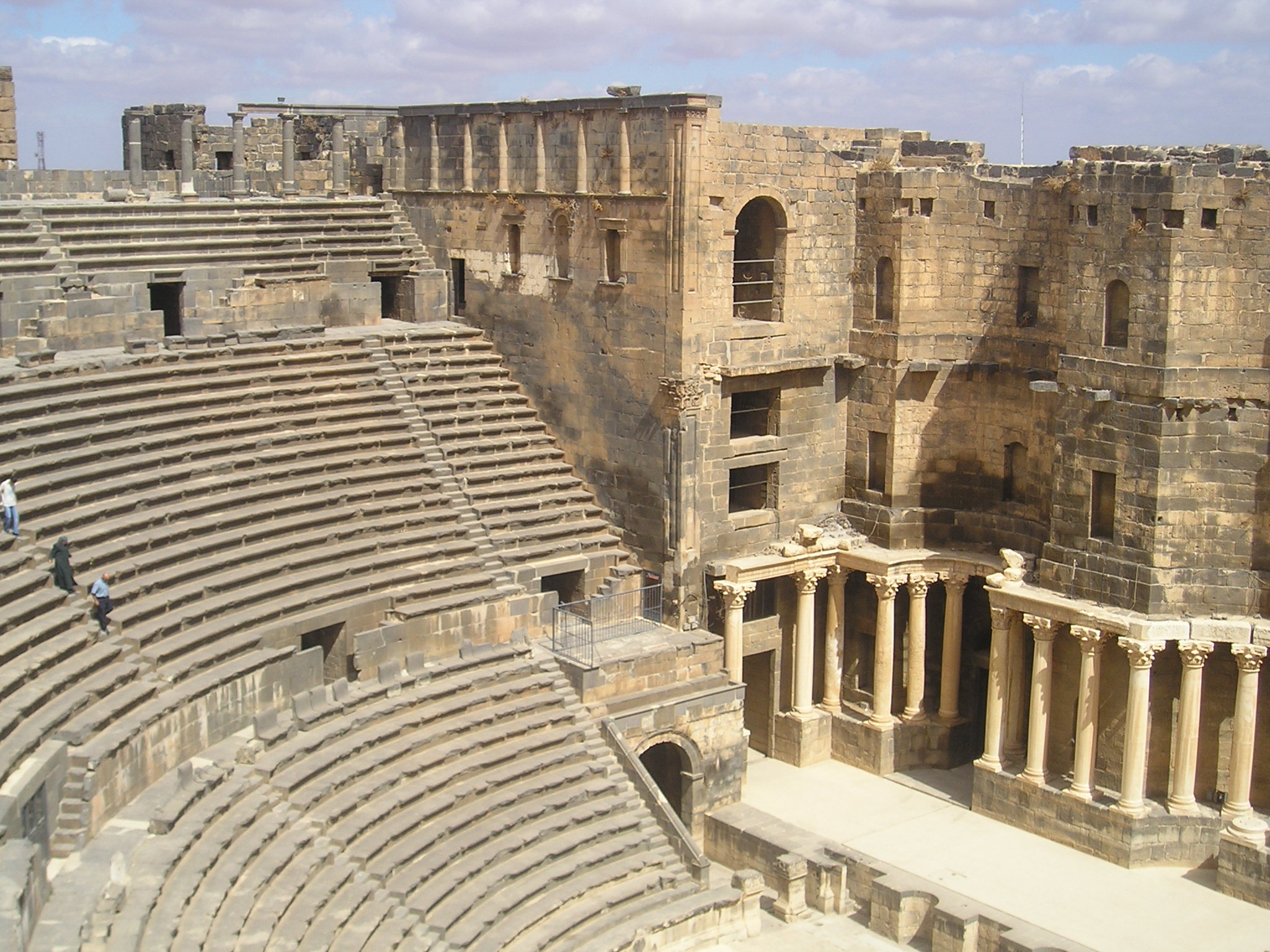
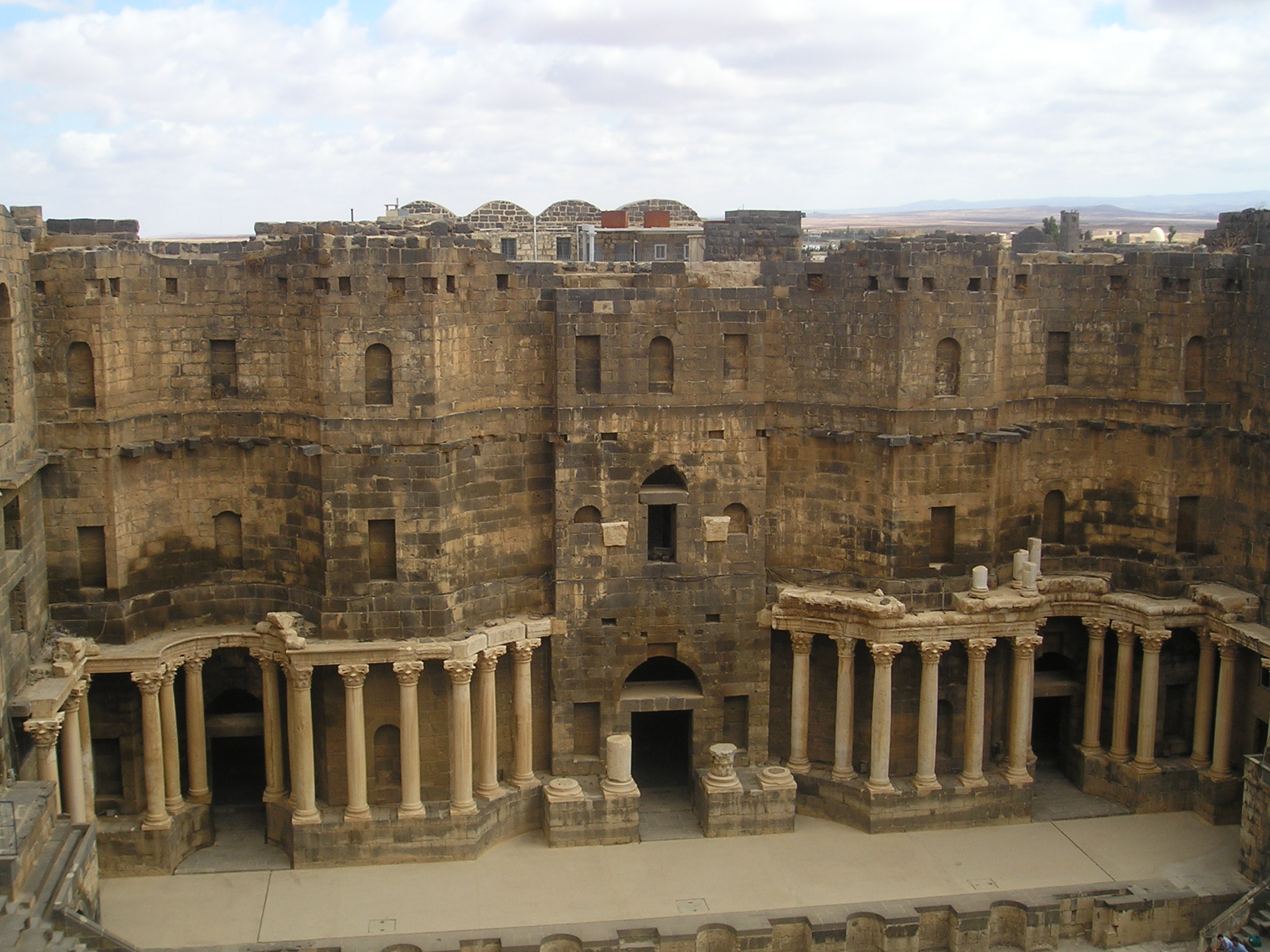
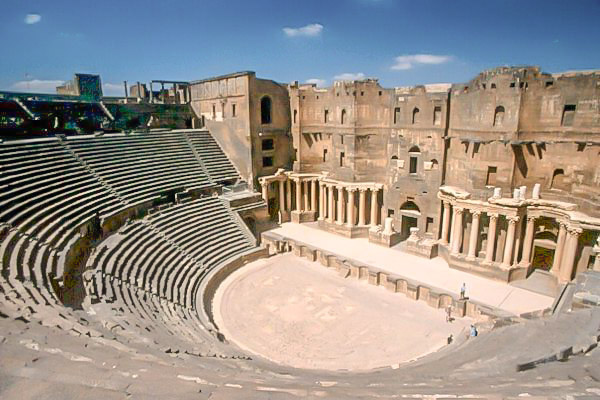
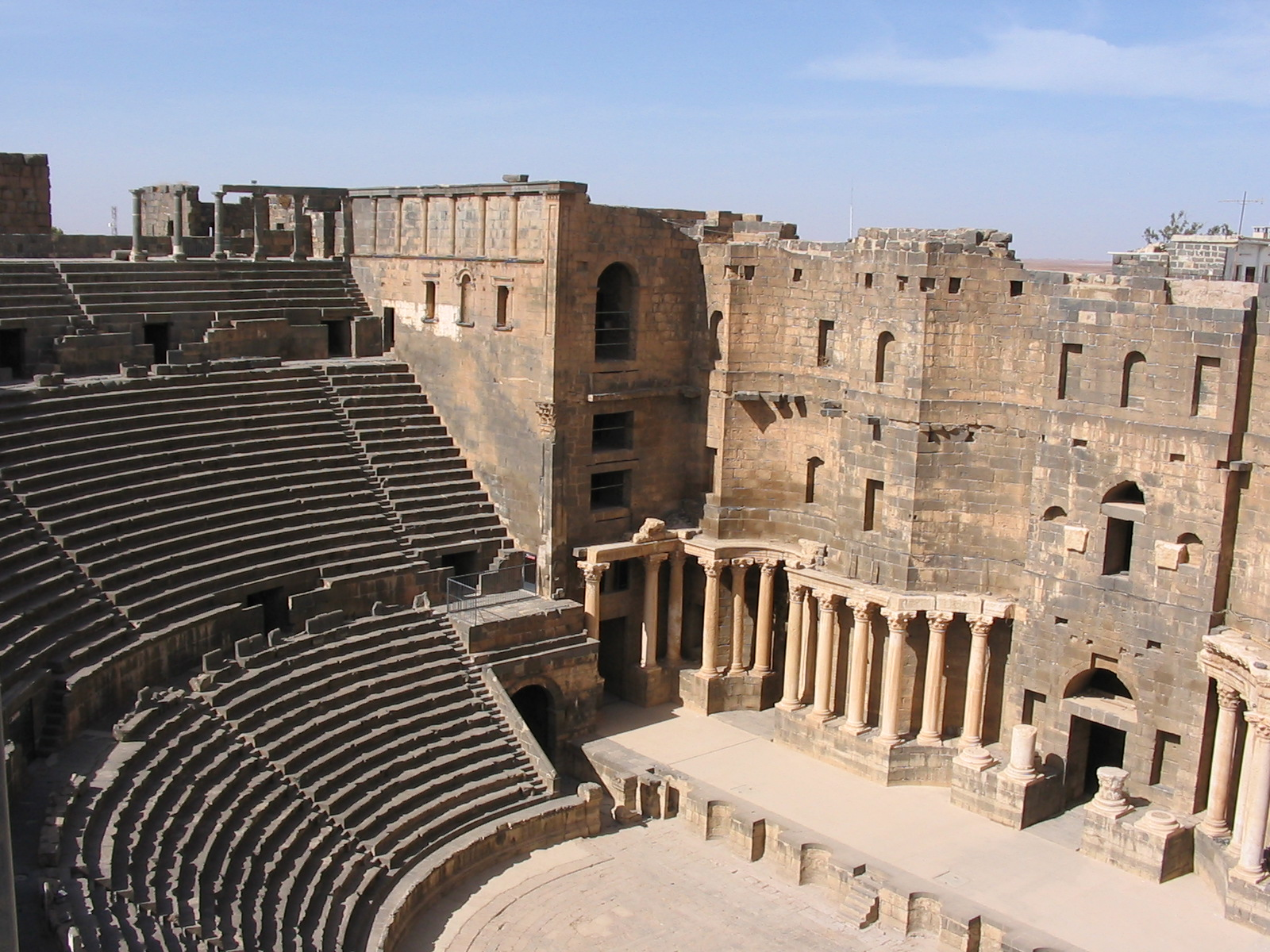
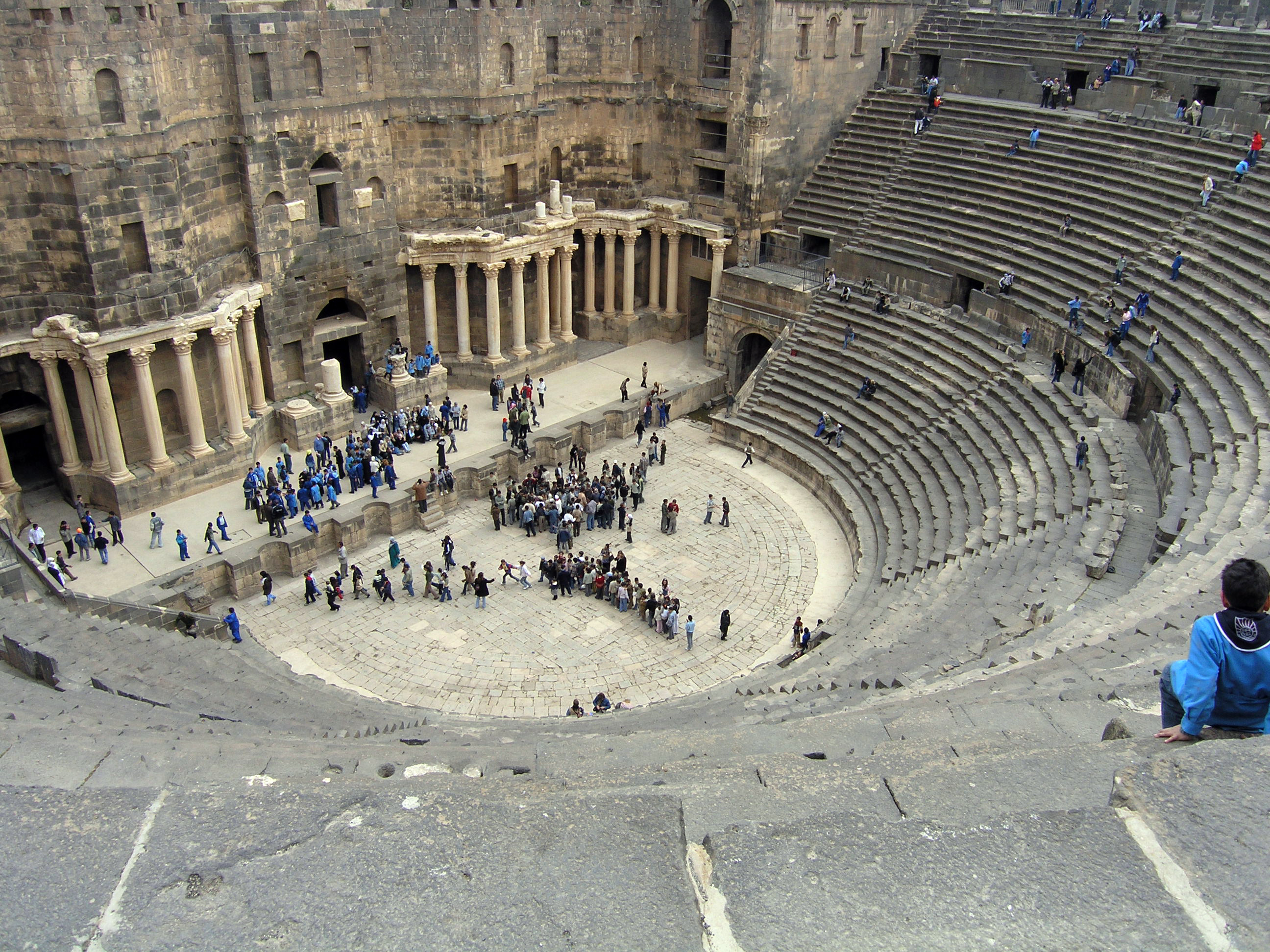

## Képek

### Romok Boszrában

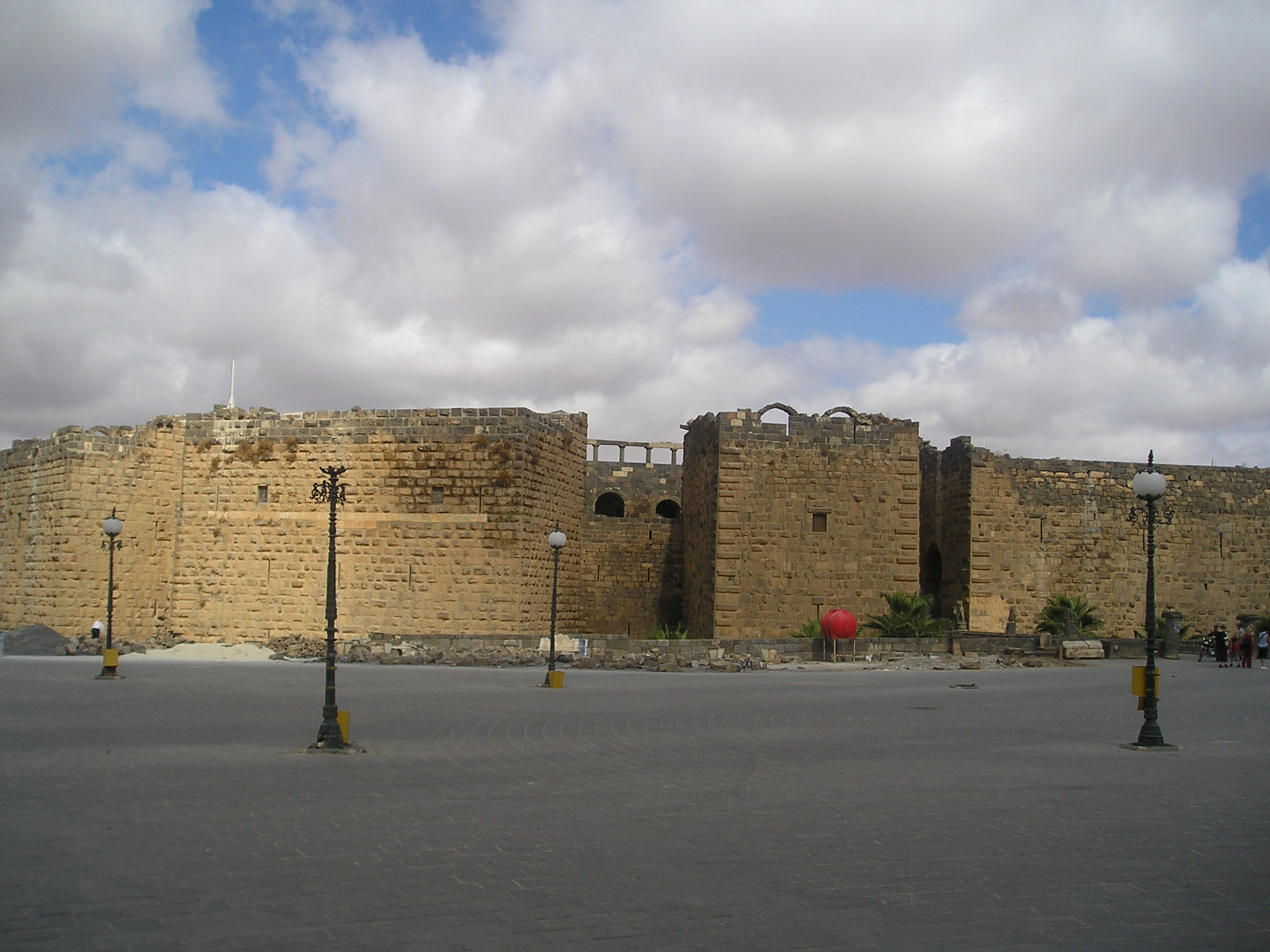
A citadella látképe (belsejében található a színház).
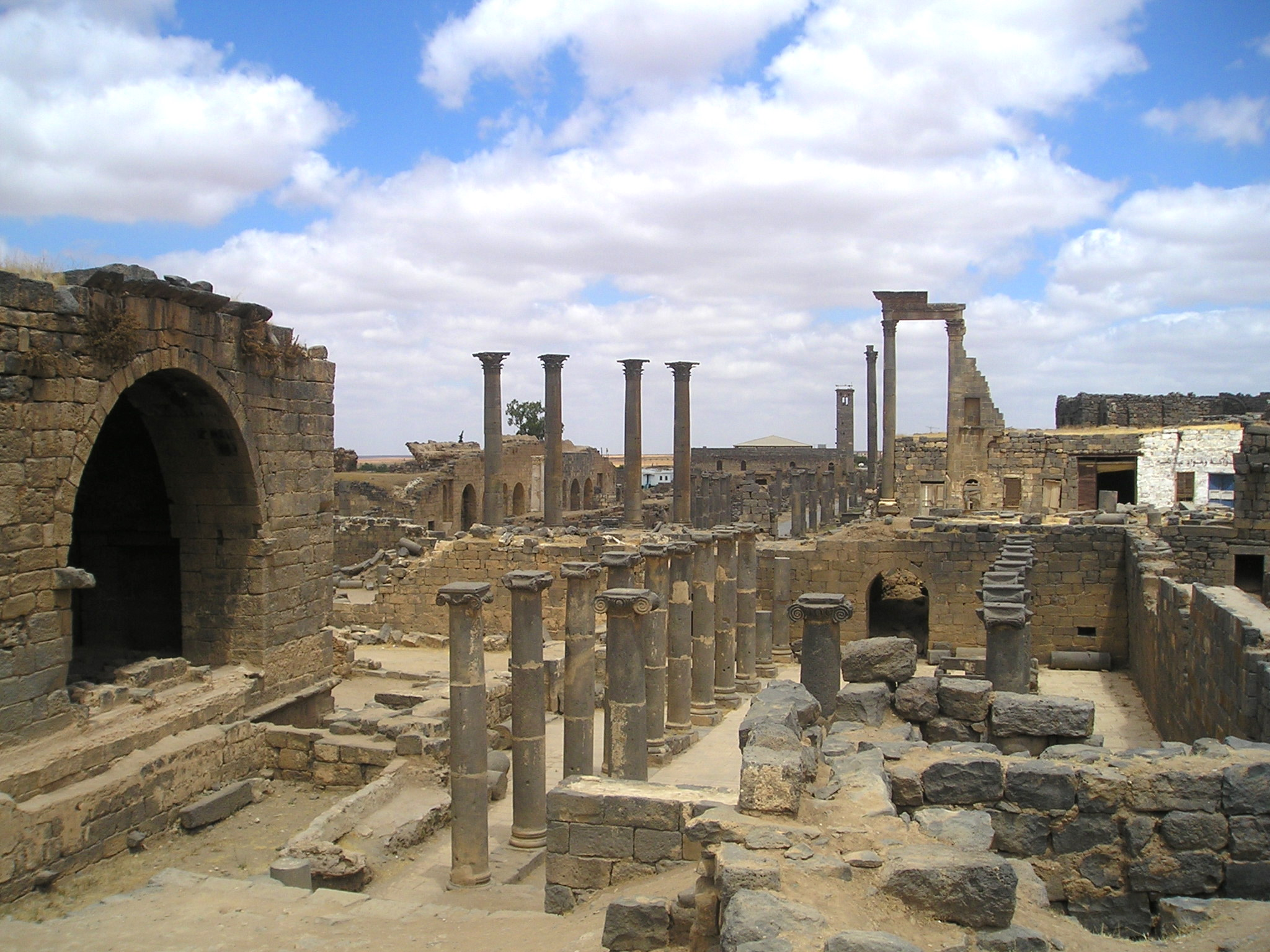
A citadellától északra fekvő Római romok.
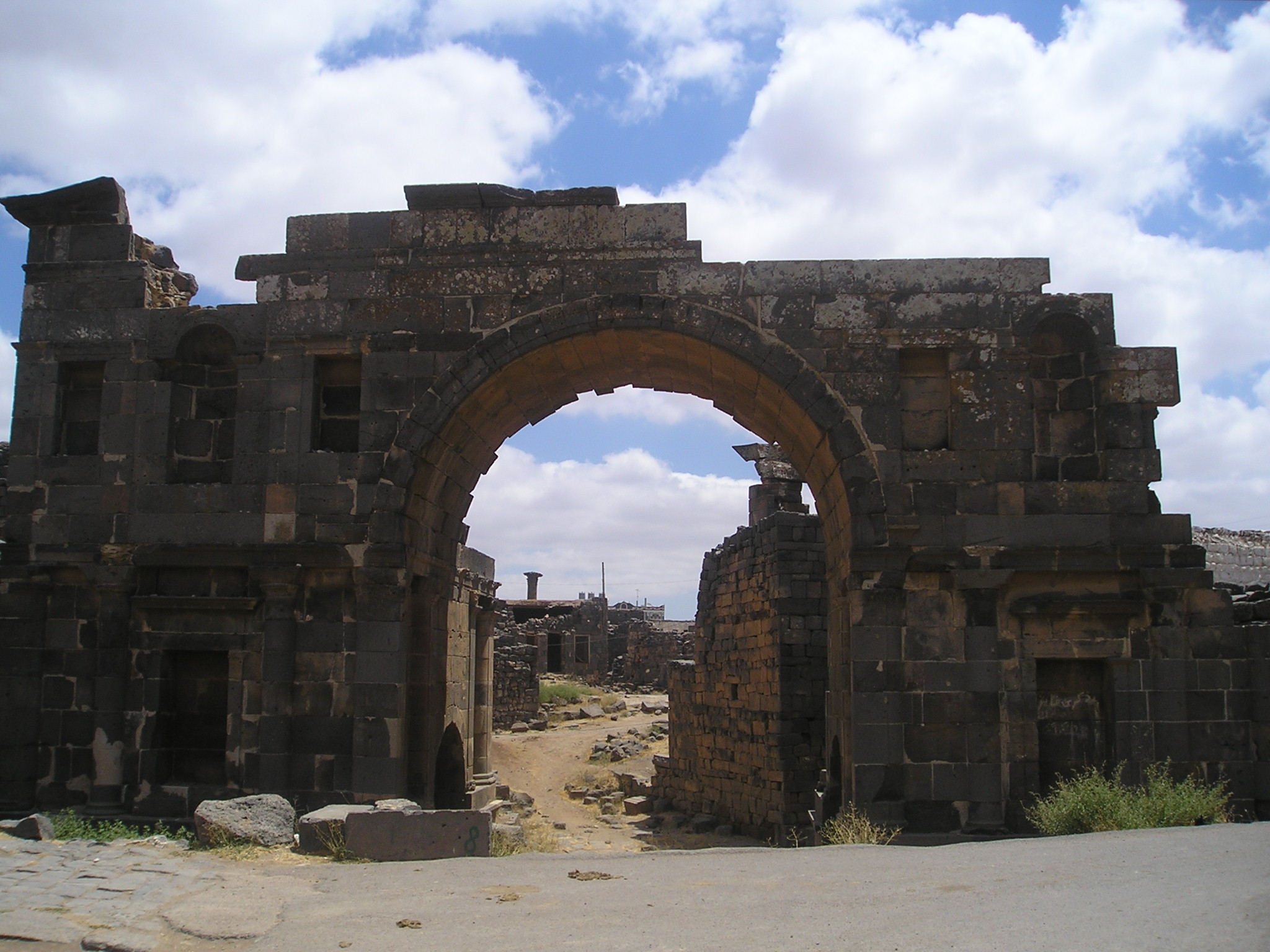
Nabateus diadalív
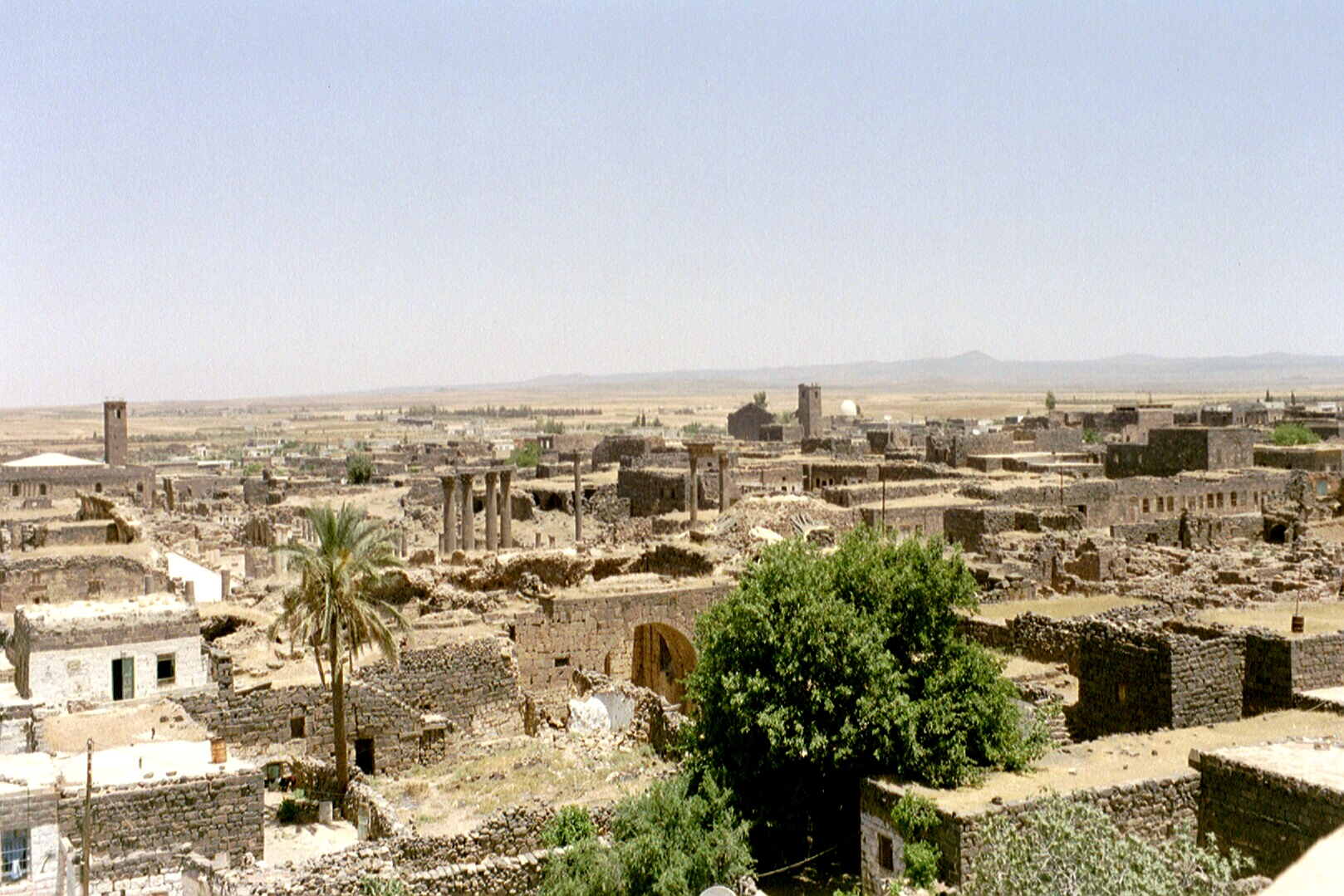
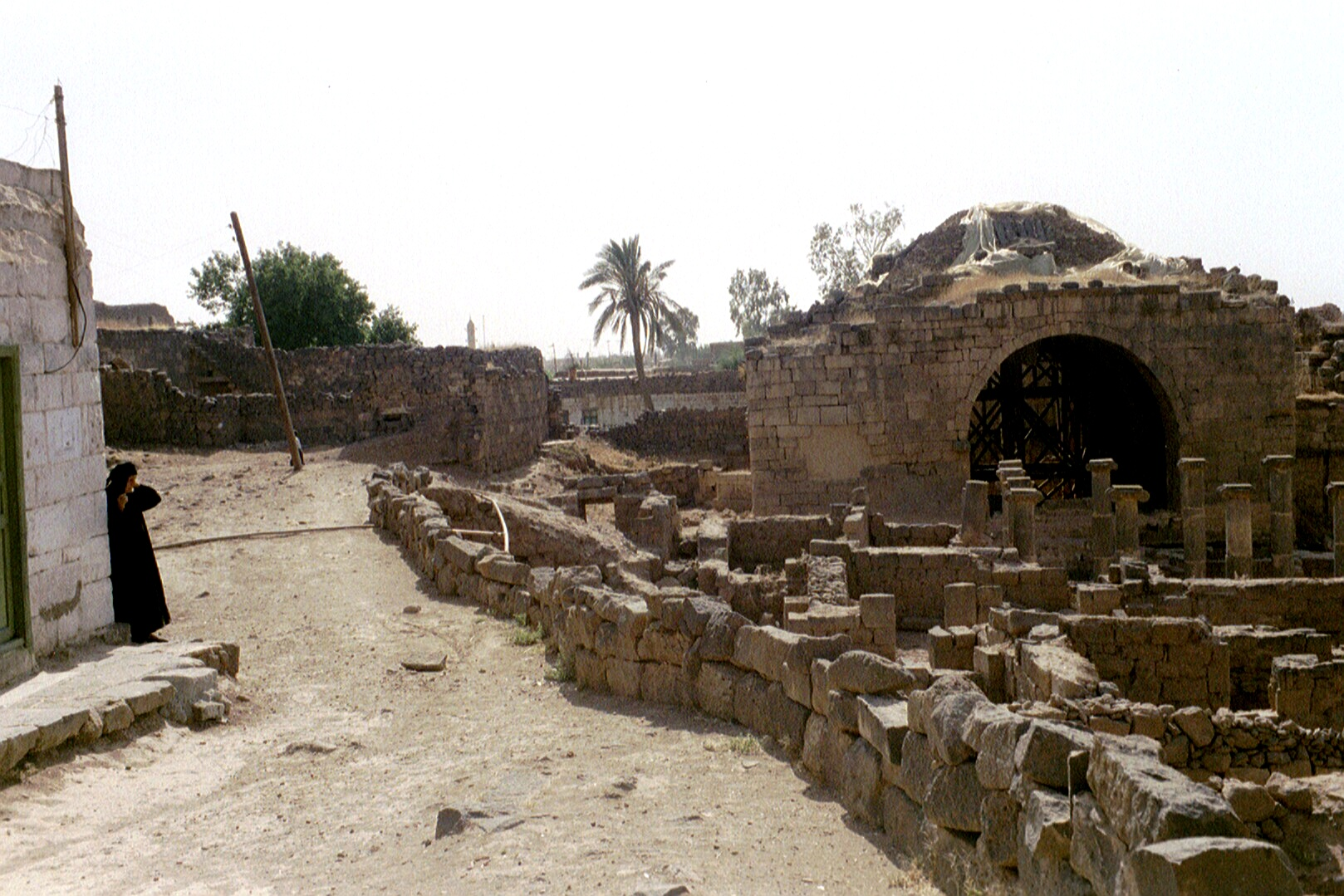
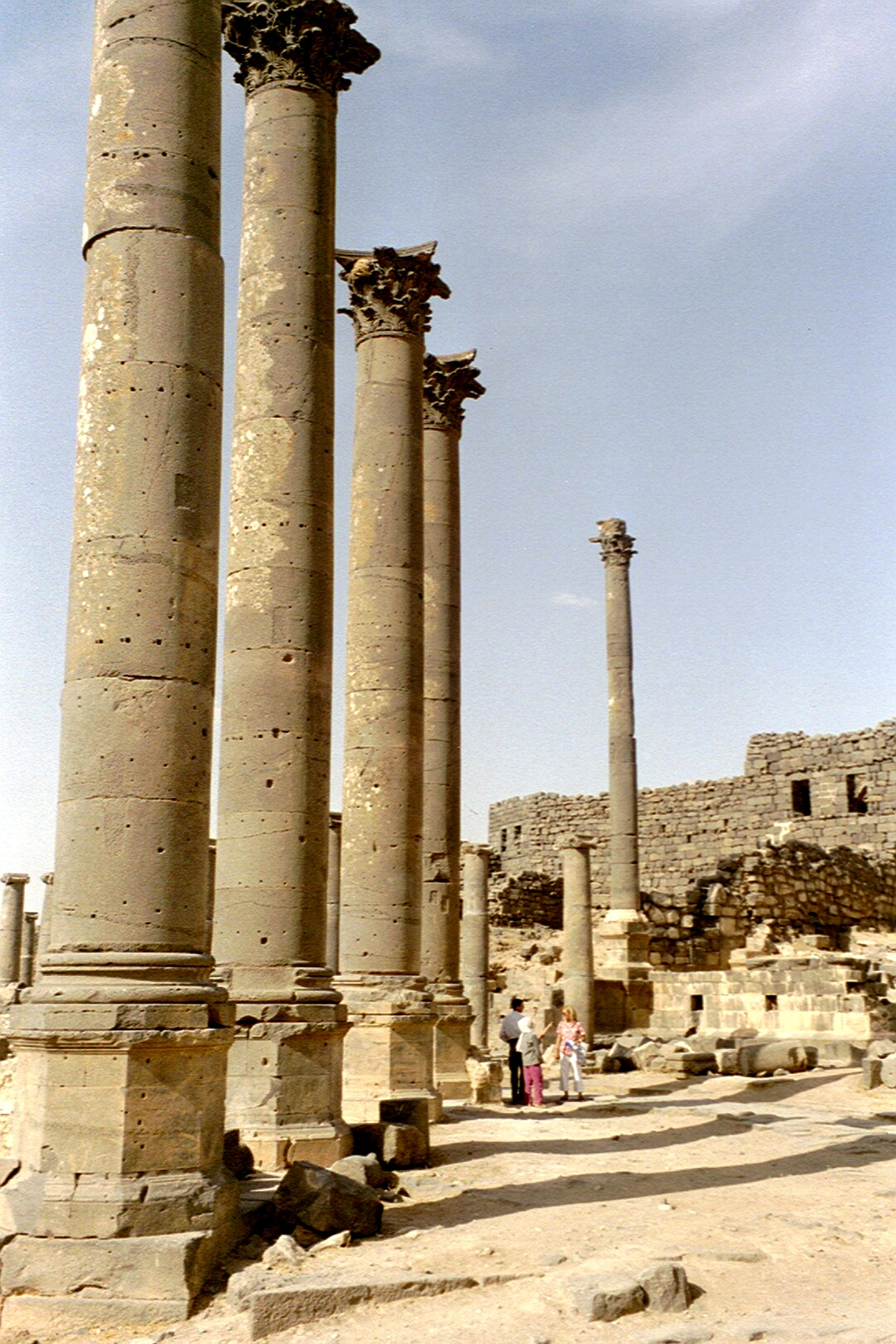
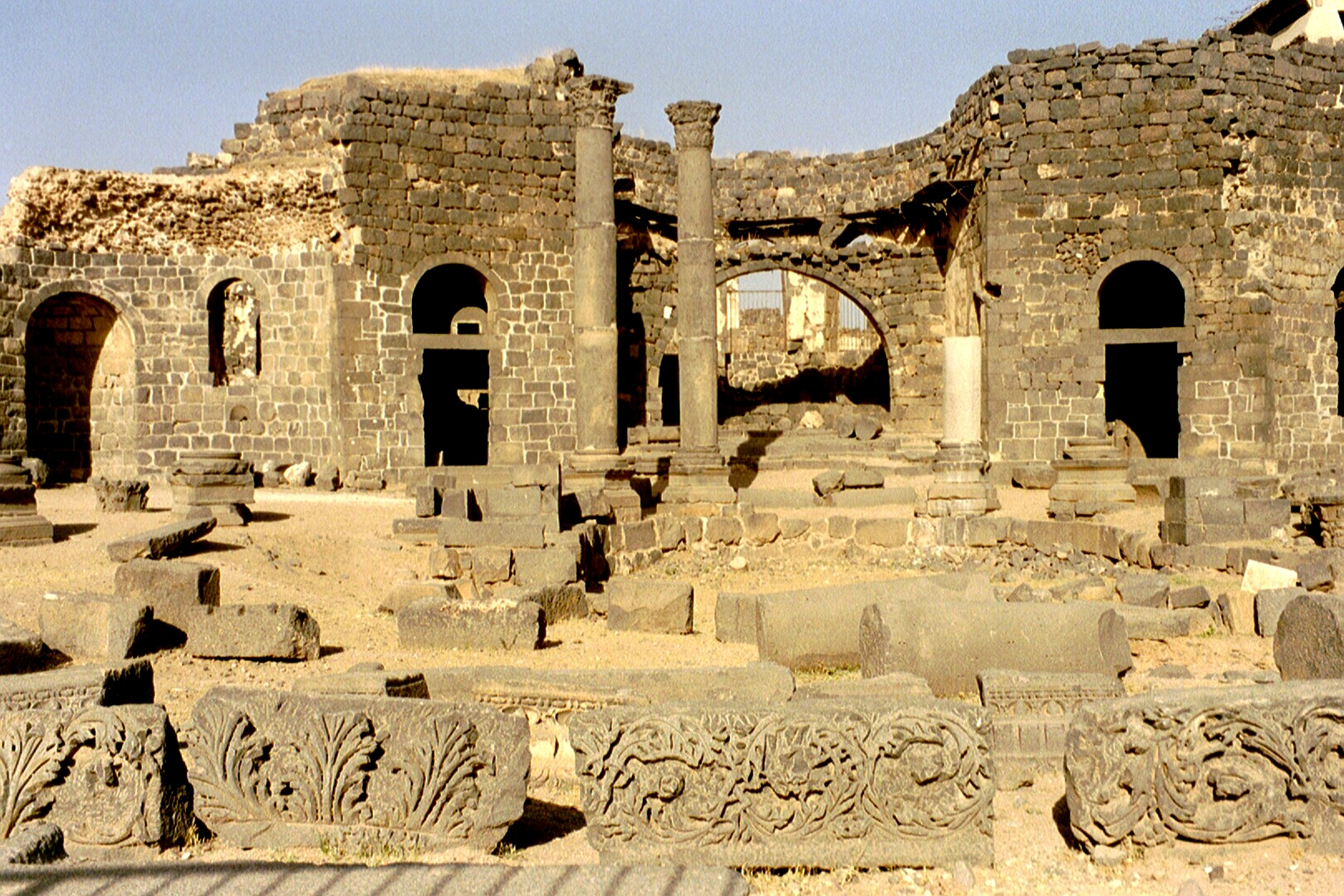
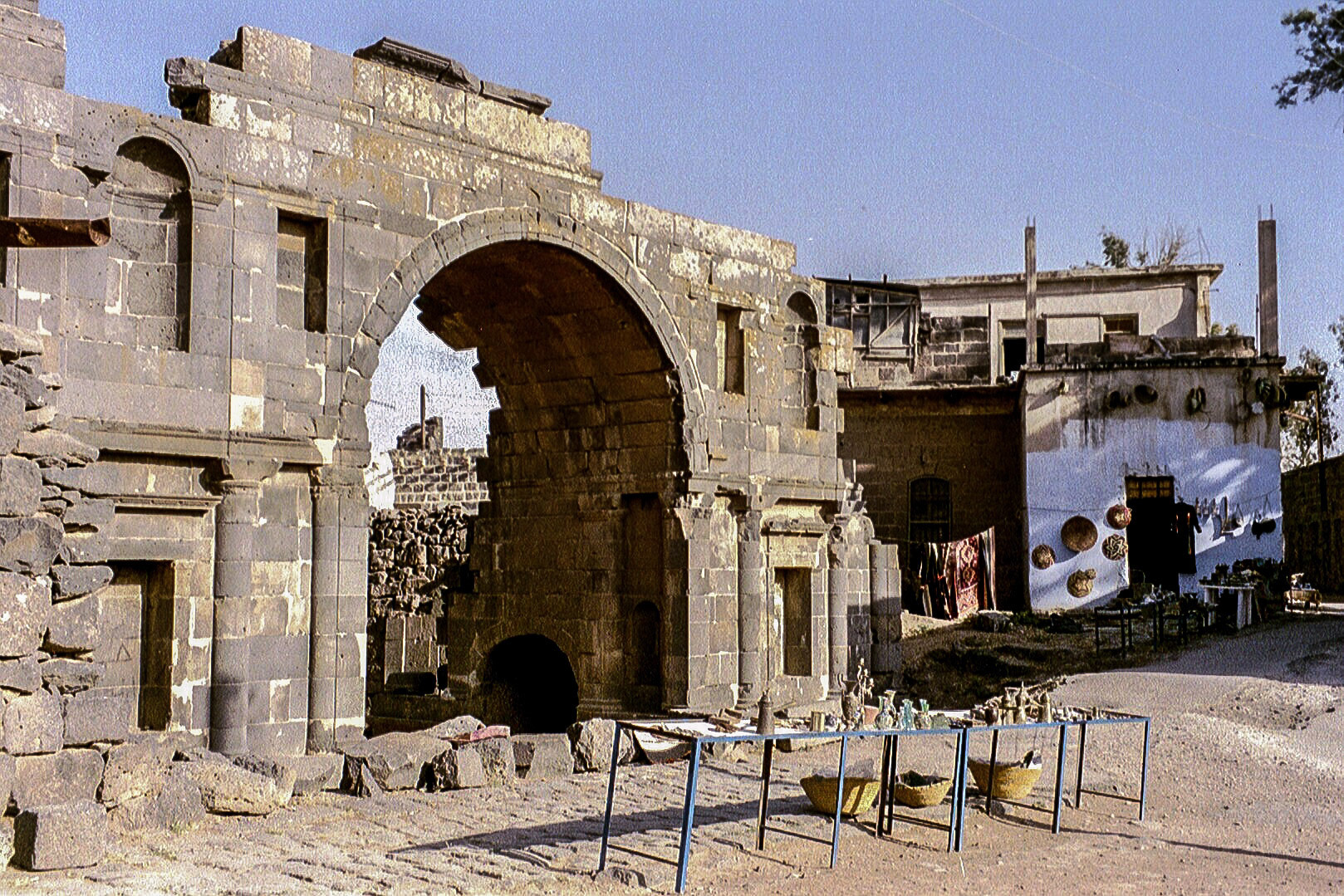
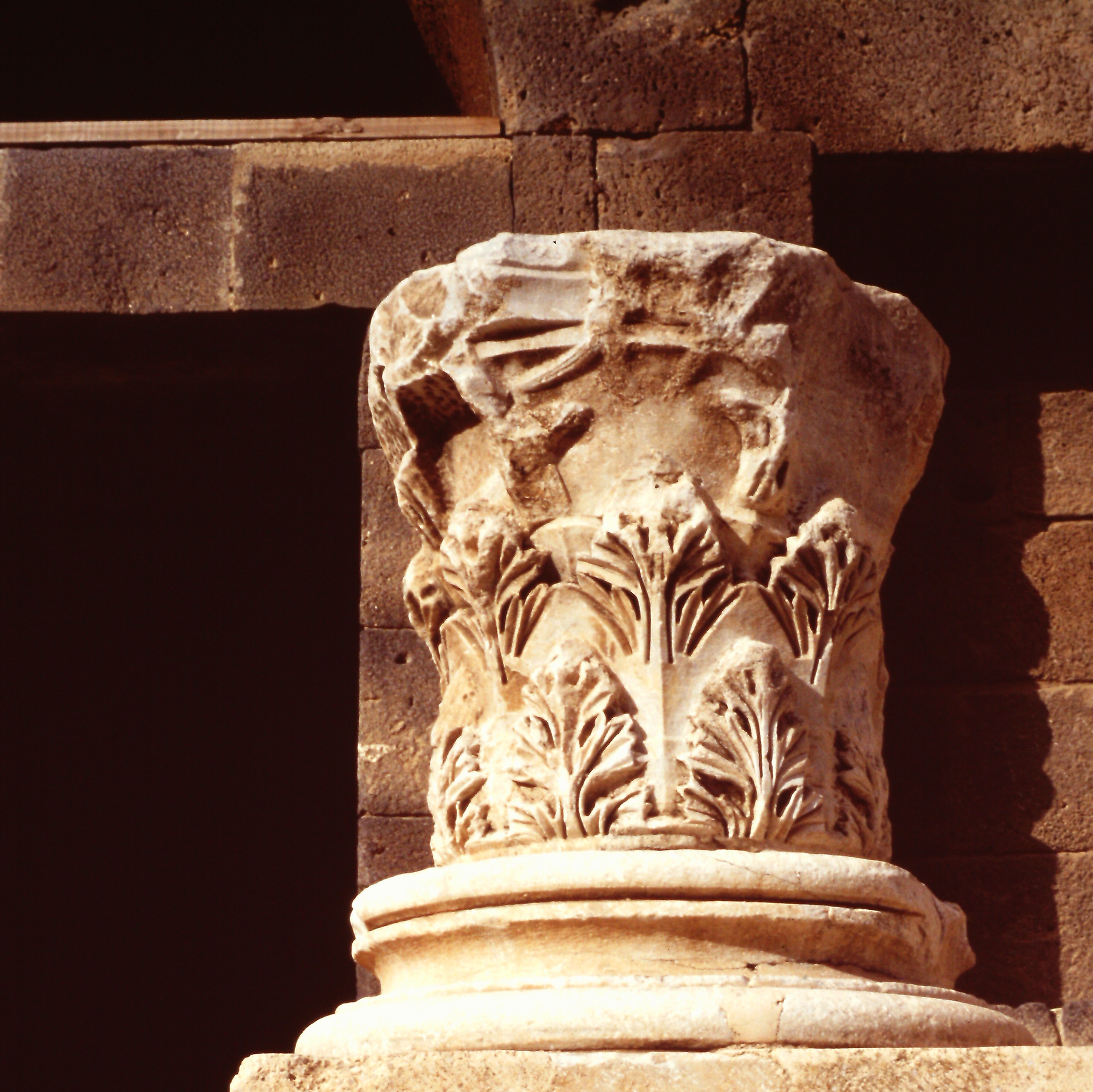
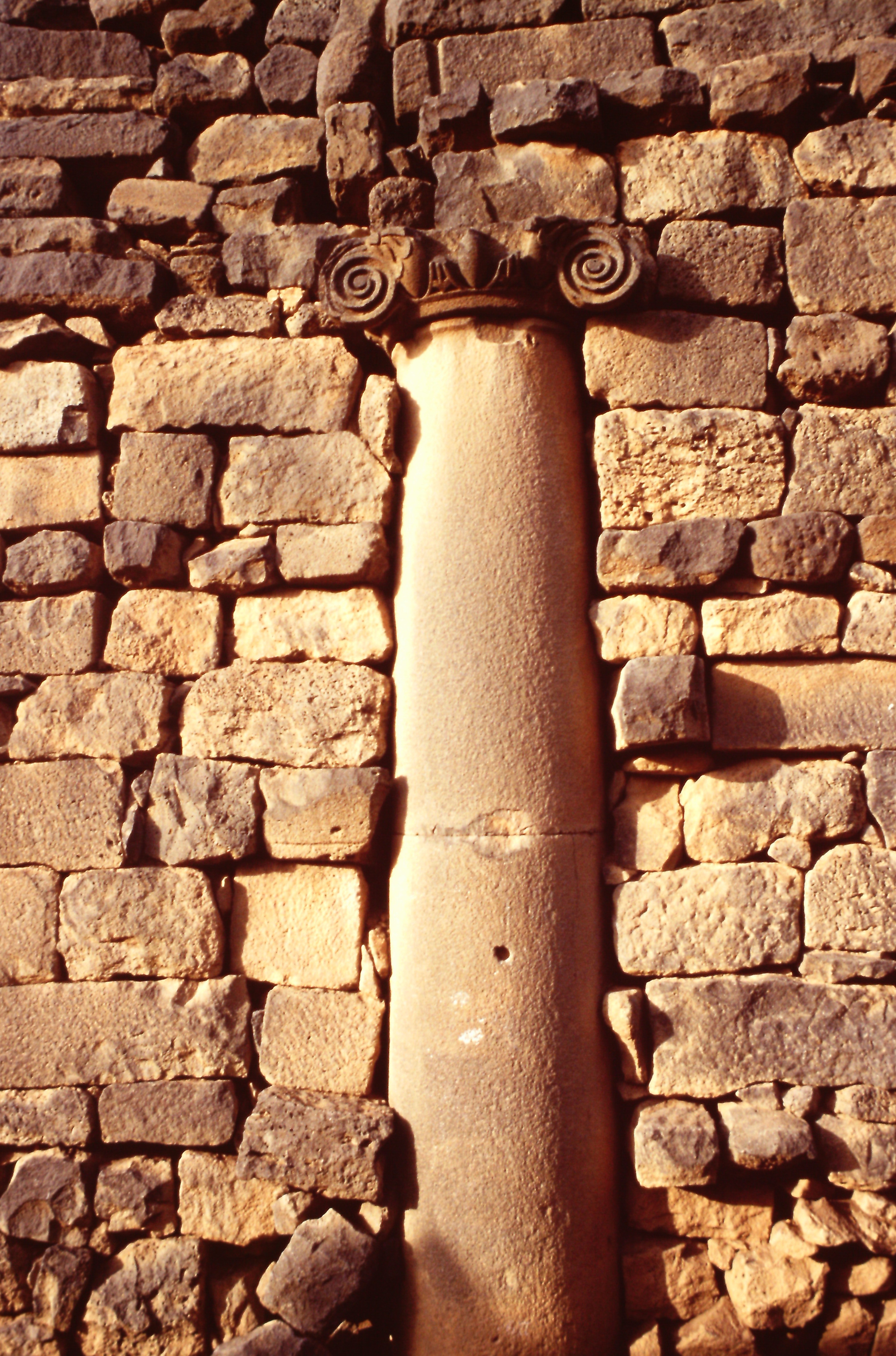
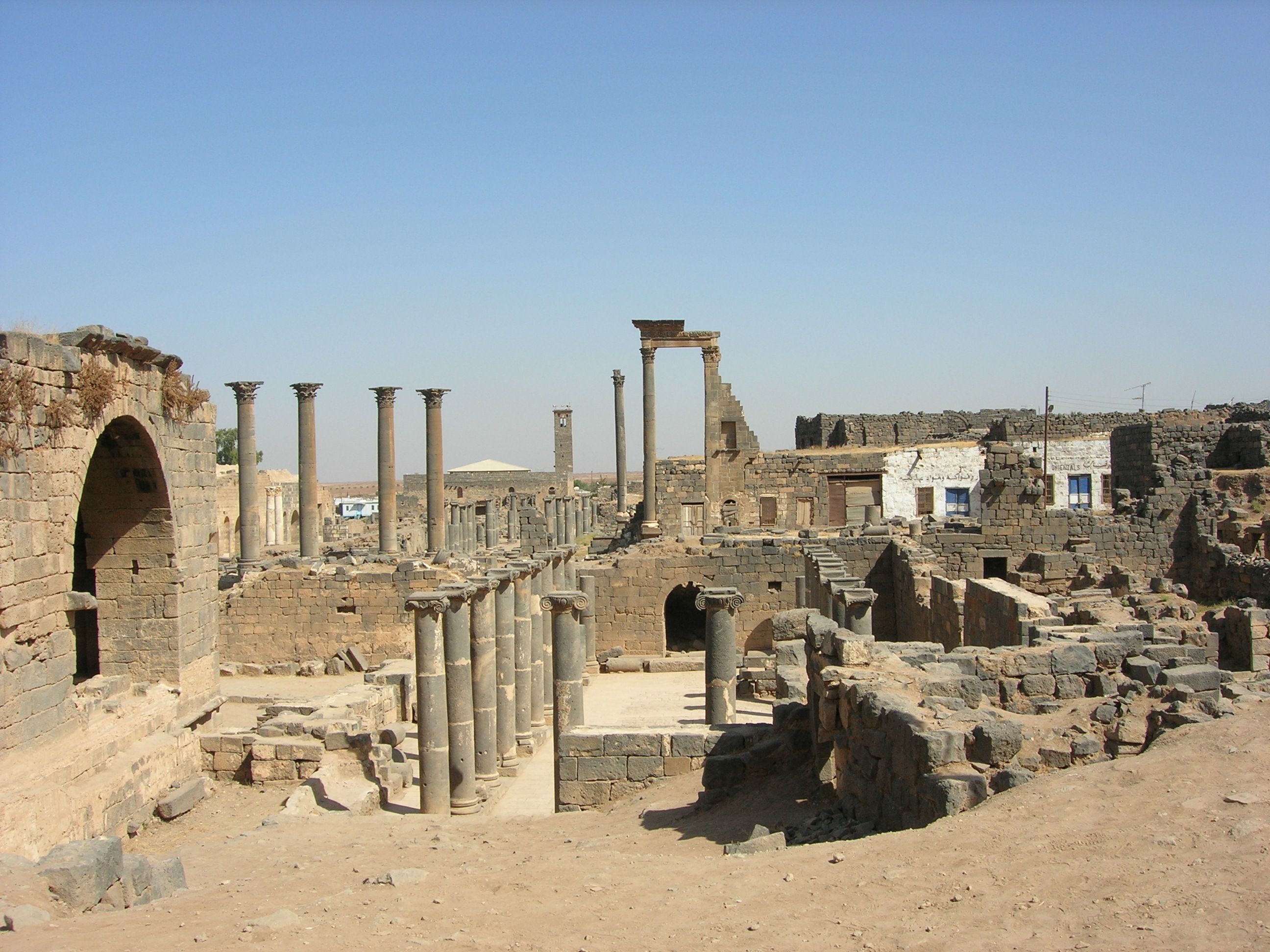
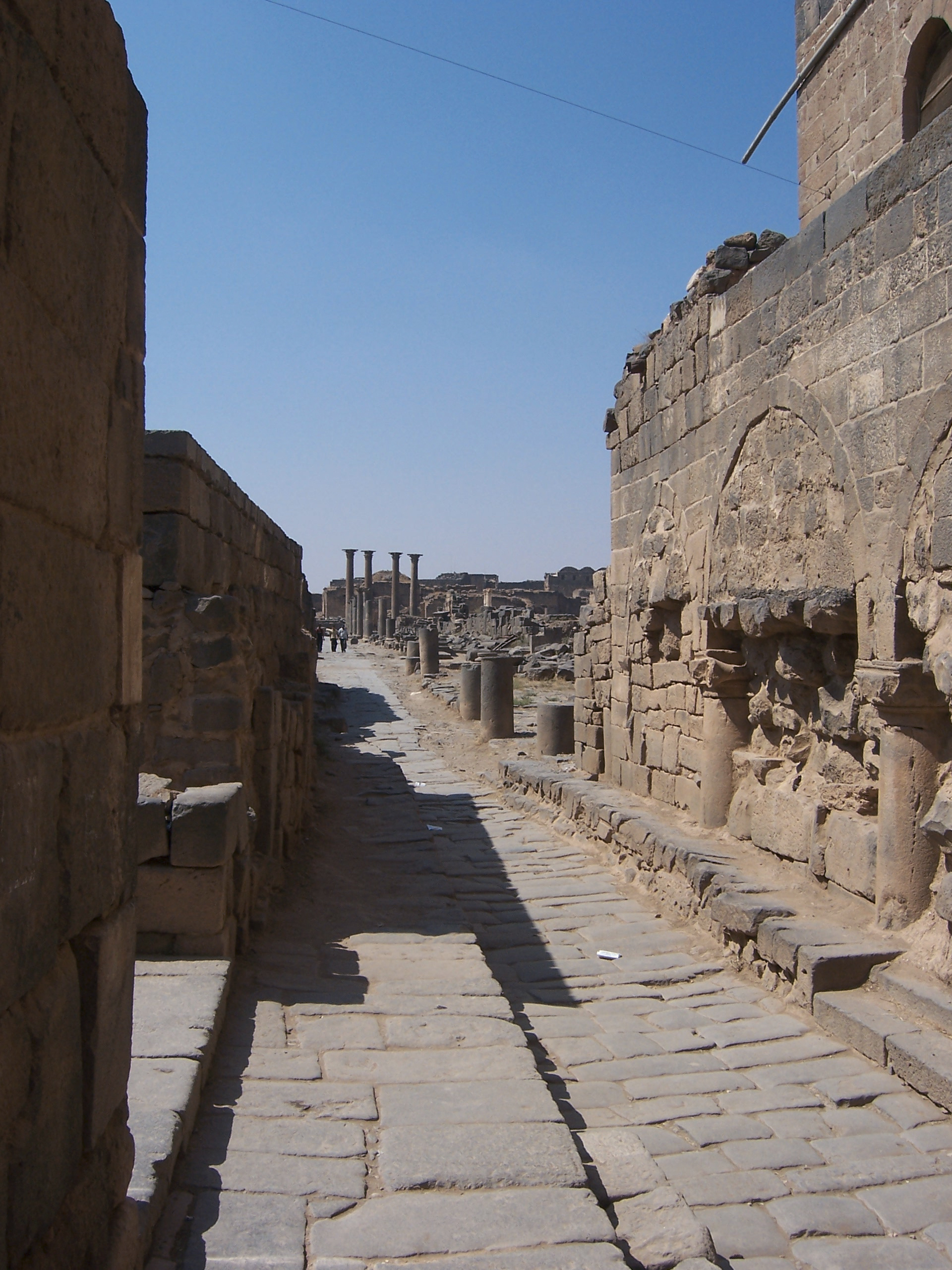
Köves út a városban
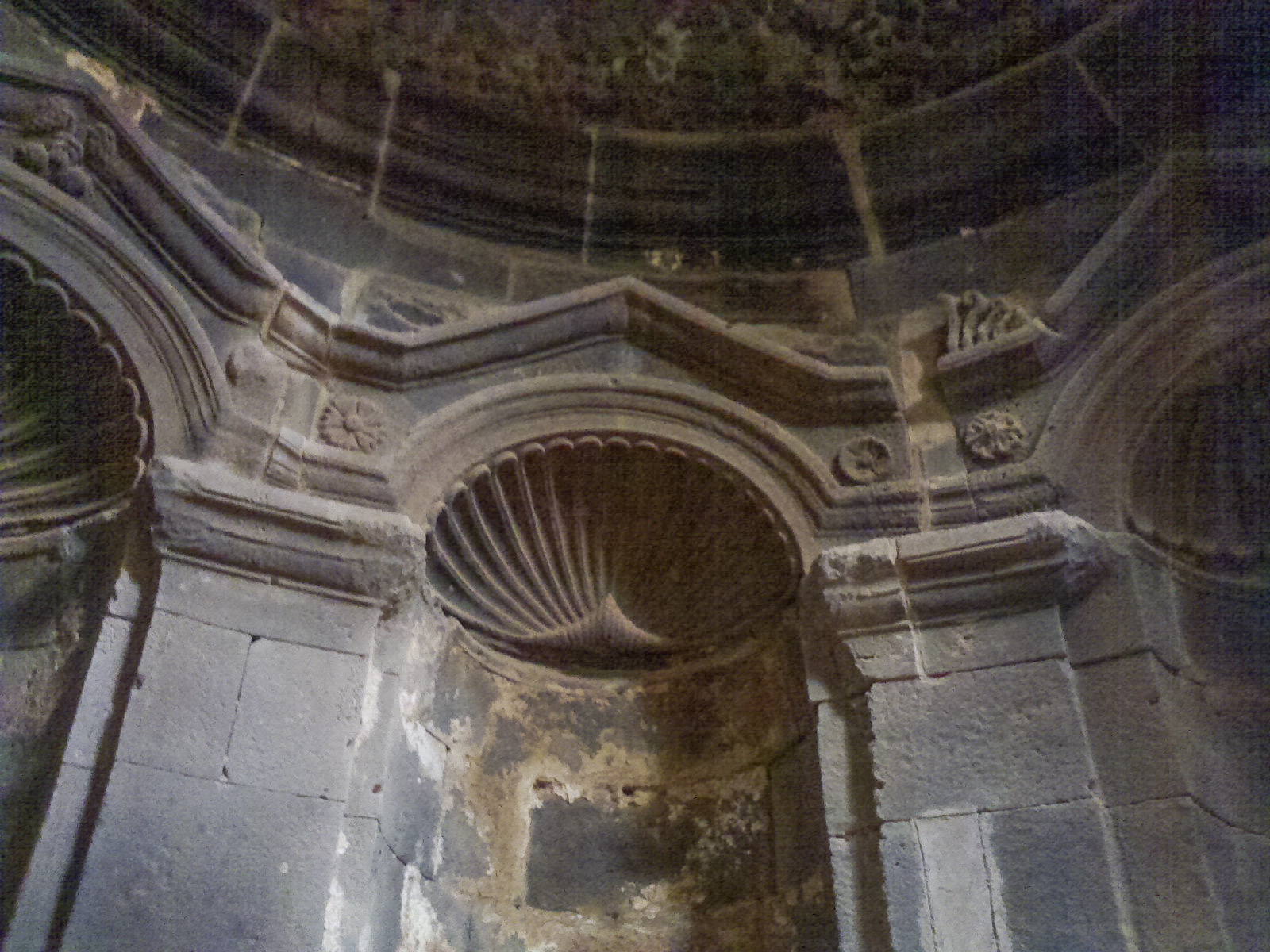
Ókori ház
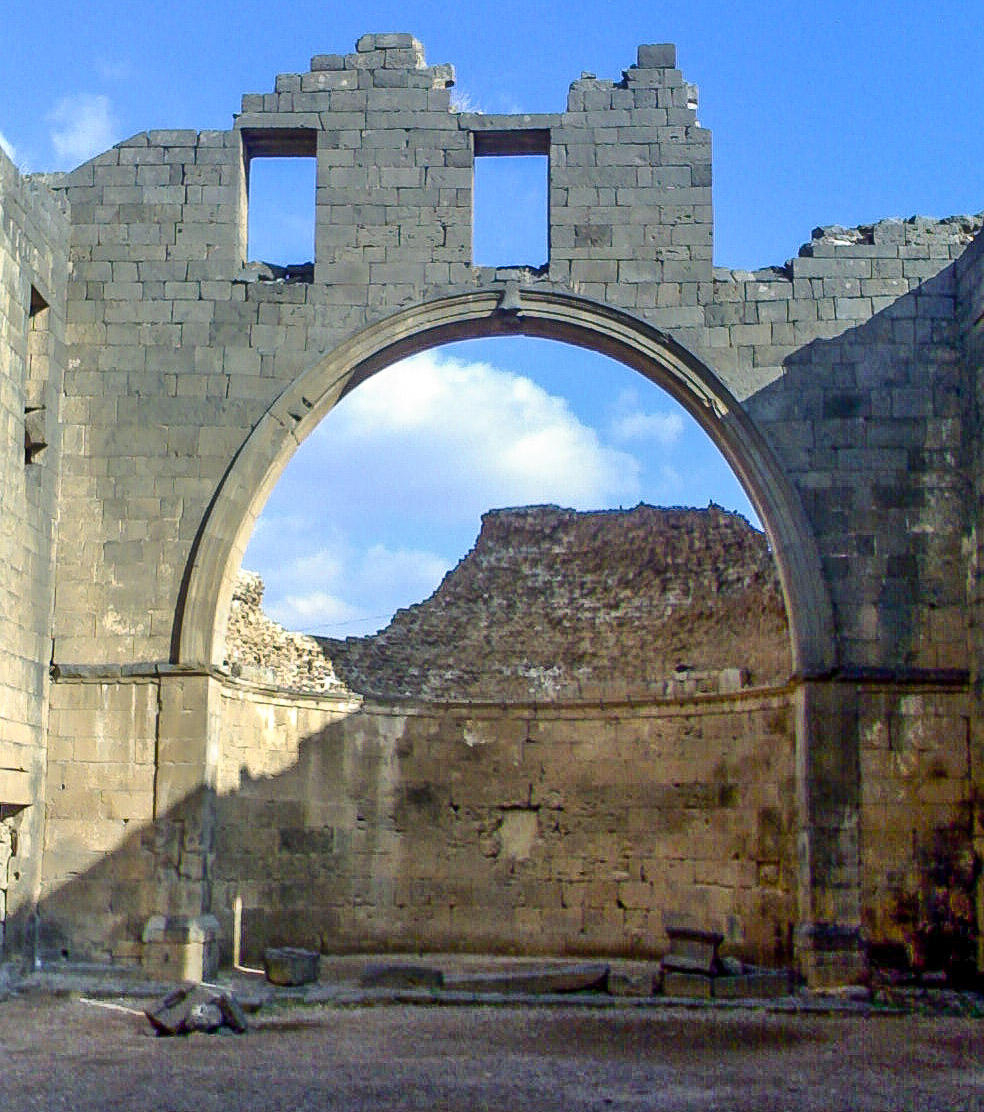
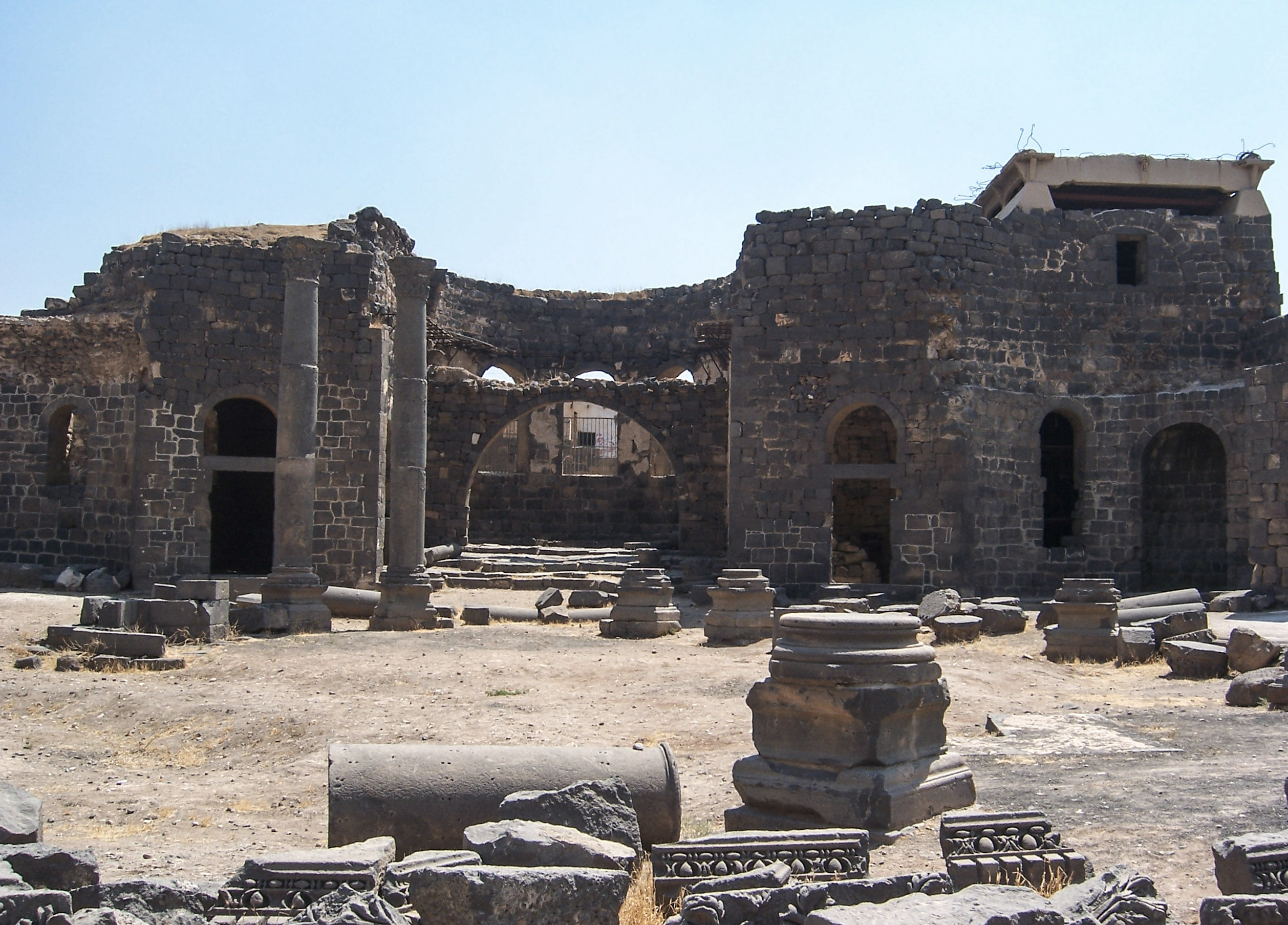
A boszrai bazilika
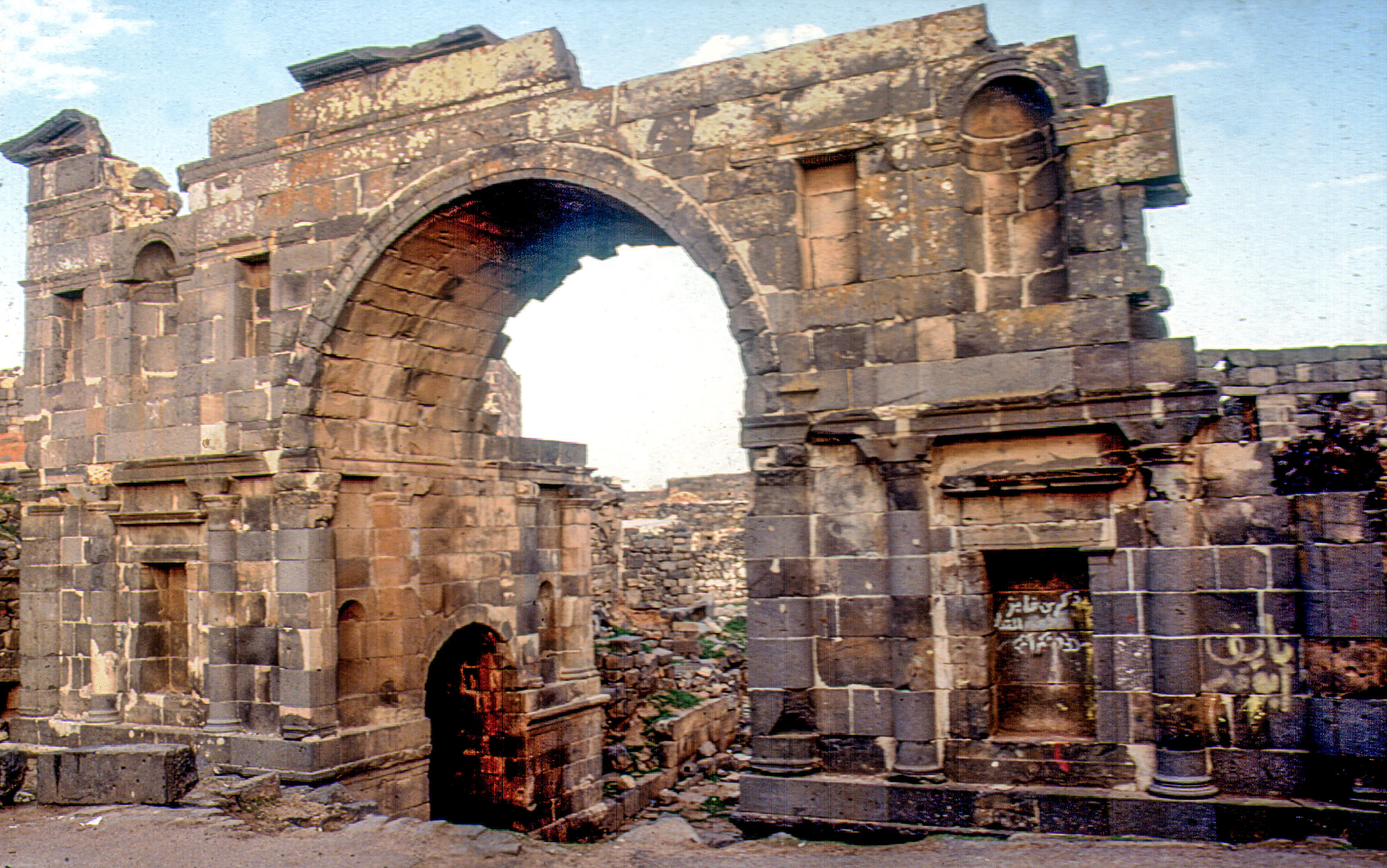
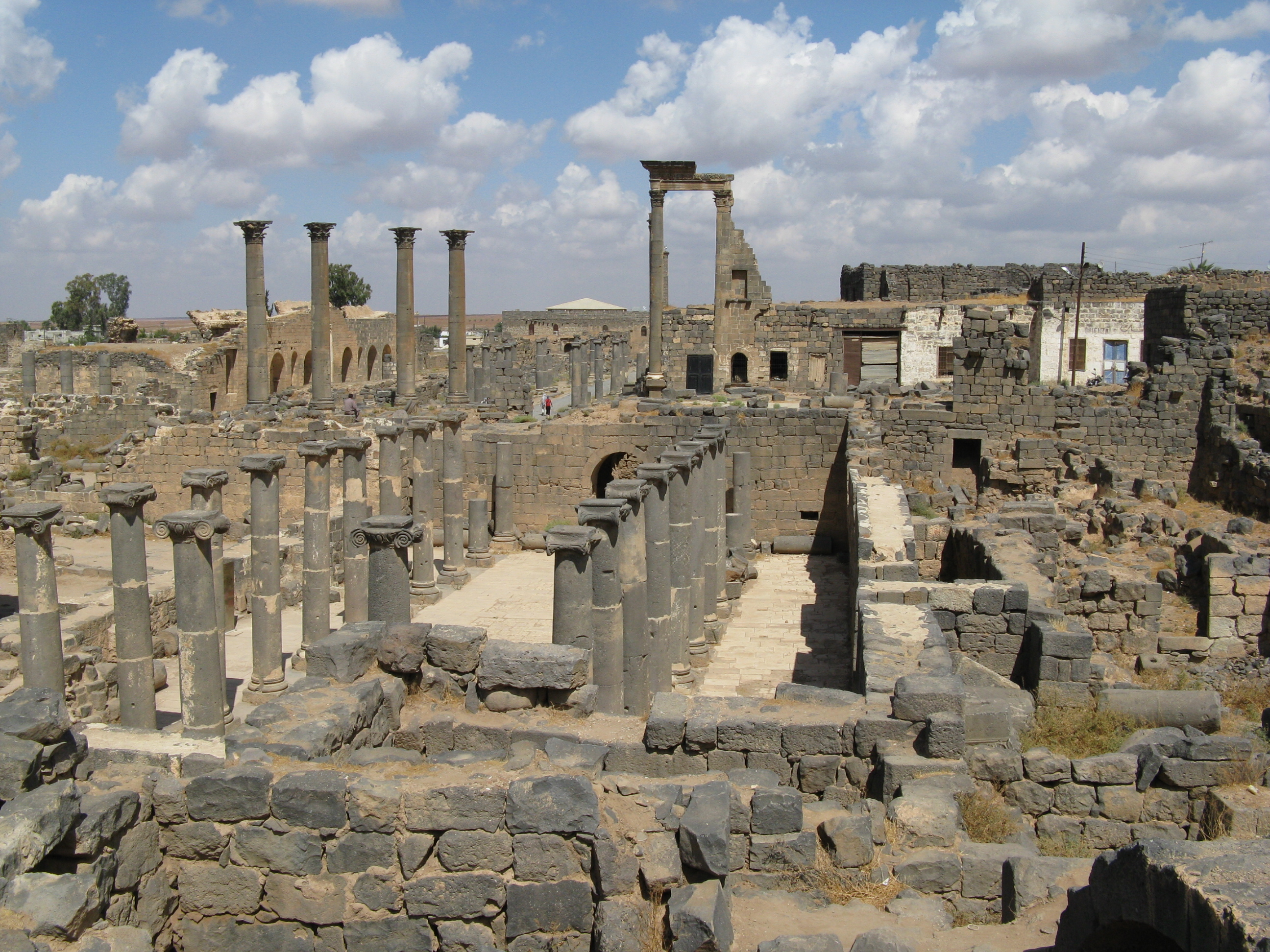
A város romjai
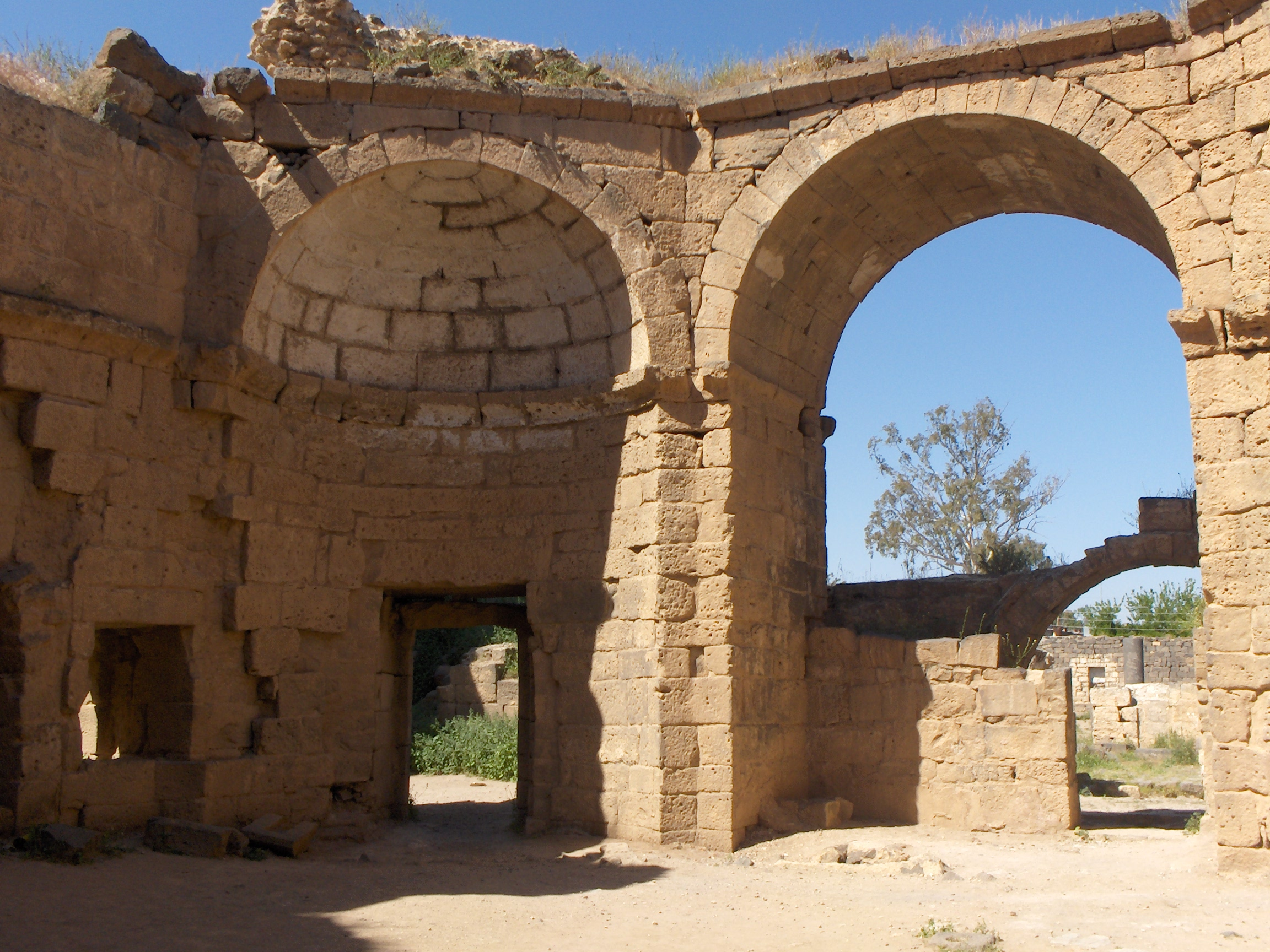
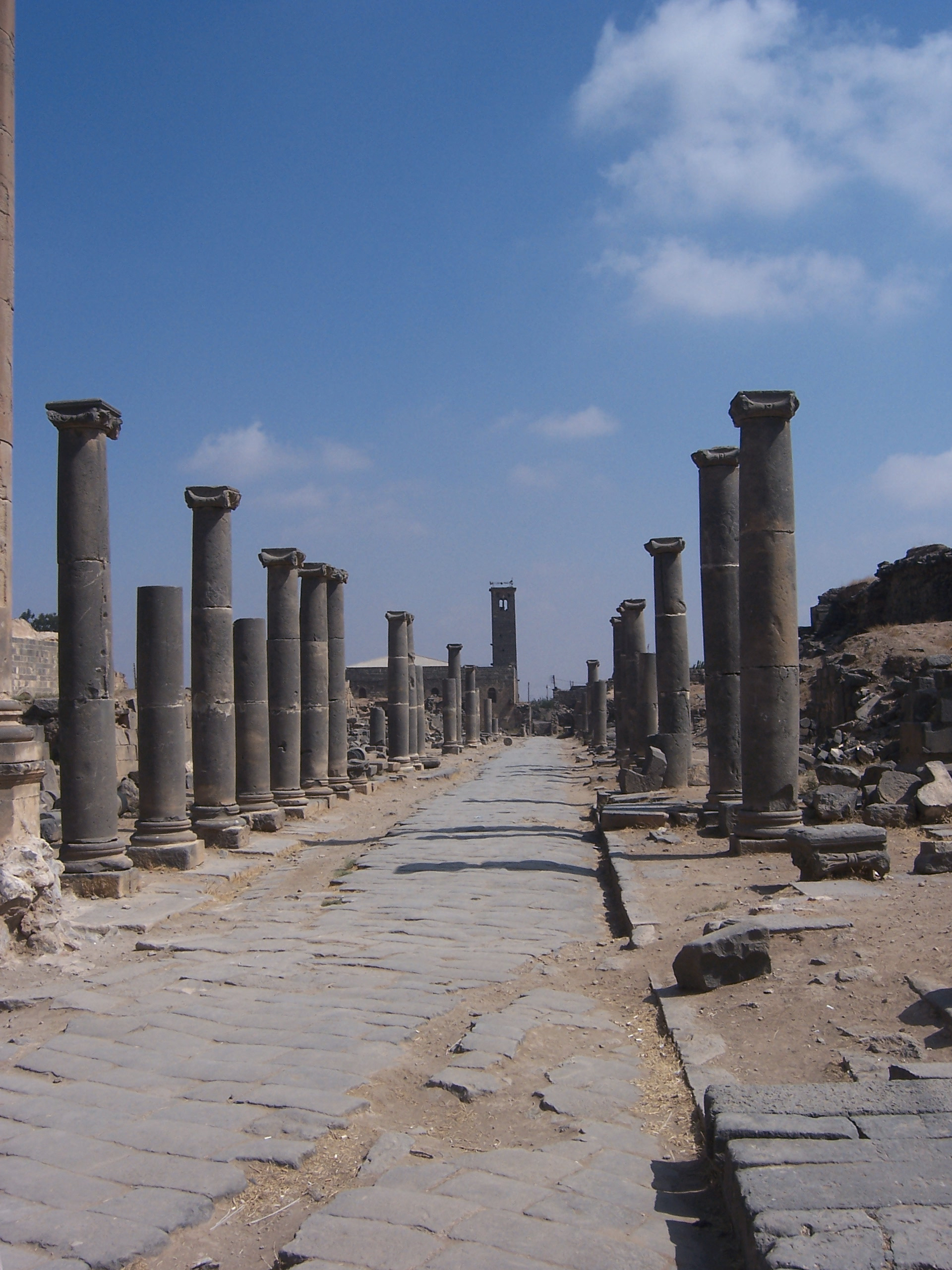
Boszra ókori római citadellájának romjai

## Fordítás
- Ez a szócikk részben vagy egészben a Bosra című angol Wikipédia-szócikk fordításán alapul.  Az eredeti cikk szerkesztőit annak laptörténete sorolja fel. Ez a jelzés csupán a megfogalmazás eredetét és a szerzői jogokat jelzi, nem szolgál a cikkben szereplő információk forrásmegjelöléseként.